# Szykiele
Szykiele (Szykiły; biał. Шыкілі, Szykili; ros. Шикили) – wieś na Białorusi, w obwodzie brzeskim, w rejonie brzeskim, w sielsowiecie Domaczewo.

## Geografia
Miejscowość położona nad Bugiem, przy granicy z Polską, nieco powyżej polskiej miejscowości Hanna, a poniżej Kuzawki. Szykiele znajdują się na południe od Borysów i na północ od Podłuża.

## Historia
W XIX w. Szykiły znajdowały się w gminie Domaczew w powiecie brzeskim guberni grodzieńskiej.
W okresie międzywojennym miejscowość należała do gminy Domaczewo w powiecie brzeskim województwa poleskiego. Według spisu powszechnego z 1921 r. Szykiele był to przysiółek liczący ogółem 16 domów (w tym 2 przeznaczone na mieszkanie, 14 – innych zamieszkałych). Mieszkało tu 65 osób: 33 mężczyzn, 32 kobiety. Wszyscy mieszkańcy byli prawosławni i wszyscy deklarowali narodowość białoruską.
Po II wojnie światowej Szykiele znalazły się w granicach ZSRR i od 1991 r. – w niepodległej Białorusi.